# Cratere Krupac
Krupac è un cratere sulla superficie di Marte.